# Dvd+r

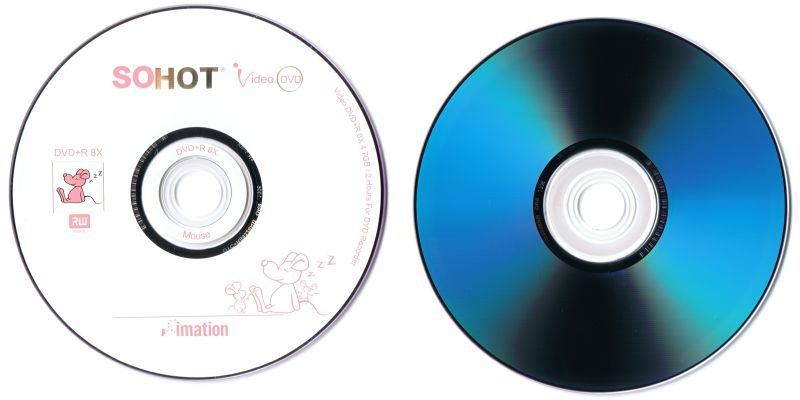
Dvd+r

Een dvd+r is een opneembare optische schijf met een diameter van 12 cm, waarop computer, video, audio en andere gegevens vastgelegd kunnen worden. Er zijn drie types opneembare dvd, namelijk de dvd+r(w), de dvd-ram en de dvd-r(w). De drie types worden gesteund door verschillende groepen fabrikanten.
De door Sony en Philips ontwikkelde beschrijfbare dvd+r's worden momenteel in Nederland het meest verkocht. Een voordeel van de dvd+r is dat die technisch voorop loopt op de dvd-r, en dat videobewerken rechtstreeks mogelijk is vanaf een herschrijfbare dvd+r (oftewel een dvd+rw). Dvd-r heeft weer als voordeel de lage prijs en wordt door meer dvd-spelers ondersteund.
De dvd-r heeft een net iets grotere opslagcapaciteit dan de dvd+r; 4,382 GiB tegenover 4,377 GiB.
Naast de dvd+r is er ook de dvd+rw, deze heeft dezelfde specificaties als de dvd+r, maar kan ook gewist en weer opnieuw beschreven worden (rw = re-write).
Particulieren betalen een extra belasting op de meeste opneembare dvd's (dvd-ram is vrijgesteld). Bij de invoering in 2003 werd de dvd-r het zwaarst getroffen met een heffing van 1 euro per plaat. Voor een dvd+r moet slechts 50 cent extra worden betaald. Dit verschil heeft te maken met het feit dat er meer is geïnvesteerd in de beveiliging van het formaat dvd+r.
dvd+r · dvd+rw · dvd-r · dvd-rw · dvd-ram